# Jonathan Davis and the SFA
Jonathan Davis and the SFA (Simply Fucking Amazings, magyarul nagyjából: Egyszerűen Kibaszottul Csodálatosak), a Korn frontemberének, Jonathan Davisnek a szóló zenekara.

## Története
A "Jonathan Davis and the SFA" első turnéja Amerikában volt, 2007-ben, utána 2008 tavaszán is volt egy, Európában. Főleg Korn számokat játszottak. A debütáló albumukat 2011-re tervezték, amit egy észak-amerikai turné követ, de egyelőre nem jelent meg CD-jük, de számokat már írtak, ami írására főleg Buffalo Bill és a Bárányok hallgatnak című film inspirálta őket. Ezek: "Basic Needs", "Medicate", "Happiness", " Final Days", "Russia", "August 12", és "Gender". Három másik, cím nélküli demót is felvettek.
Két élő albumuk van, az egyik az Alone I Play, 2007-ből, a másik a Live at Union Chapel, 2011-ből.
A leghíresebb számuk valószínűleg a Got Money, amit Lil Wayne írt és énekelt eredetileg. A Stone Sour és Slipknot gitárosa James Root is közreműködött a feldolgozásban.

## Tagok
Az együttes oldalán az áll, hogy Jonathan Davisen kívül nincsen a zenekarnak más állandó tagja, ám nem nagyon cserélődtek eddig a tagok.
- Jonathan Davis – vokál
- Shenkar – hegedű, vokál (2007–jelen)
- Zac Baird – billentyűs (2007–jelen)
- Shane Gibson – gitár (2007–jelen)
- Miles Mosley – nagybőgő (2007–jelen)
- Ray Luzier – dobok (2008–jelen)

Időleges tagok:
- Wes Borland – gitár (2008)

Alapító tagok:
- Michael Jochum – dobok és ütősök (2007–2008)

## Fordítás
- Ez a szócikk részben vagy egészben  a   Jonathan Davis and the SFA című angol Wikipédia-szócikk fordításán alapul.  Az eredeti cikk szerkesztőit annak laptörténete sorolja fel. Ez a jelzés csupán a megfogalmazás eredetét és a szerzői jogokat jelzi, nem szolgál a cikkben szereplő információk forrásmegjelöléseként.